# Grzegorz Kalwarczyk
Grzegorz Kalwarczyk (ur. 11 marca 1941 w Nowym Kłopoczynie, zm. 6 kwietnia 2022 w Warszawie) – polski duchowny rzymskokatolicki, infułat, wieloletni kanclerz Kurii Metropolitalnej Warszawskiej i redaktor naczelny „Wiadomości Archidiecezjalnych Warszawskich”, varsavianista.

## Dzieciństwo i edukacja
Urodził się w rodzinie Janiny z domu Szymańskiej i Feliksa Kalwarczyka 11 marca 1941 w Nowym Kłopoczynie należącym do parafii w Lubanii, do której wielokrotnie powracał jako duchowny i której poświęcił jedną ze swoich publikacji. Po ukończeniu szkoły podstawowej w Kłopoczynie i liceum ogólnokształcącym w Nowym Mieście nad Pilicą, wstąpił do Wyższego Metropolitarnego Seminarium Duchownego w Warszawie i 24 maja 1964 został wyświęcony przez kardynała Stefana Wyszyńskiego. Od 1971 do 1974 studiował stacjonarnie na Wydziale Prawa Kanonicznego Katolickiego Uniwersytetu Lubelskiego i został magistrem prawa kanonicznego.

## Działalność duszpasterska
Po święceniach został wikariuszem w parafii św. Jana Chrzciciela w Mszczonowie, a następnie od 15 czerwca 1966 do 1 czerwca 1967 był wikariuszem w parafii św. Jana Chrzciciela i św. Stanisława BM w Stanisławowie, a w okresie od 1 czerwca 1967 do 1 czerwca 1971 był wikariuszem w parafii św. Trójcy w Kobyłce.
Od 1974 do 2012 był związany z Kurią Metropolitalną Warszawską - od 21 czerwca 1974 jako notariusz, a następnie od 23 czerwca 1992 jako jej kanclerz, zastępując księdza Zdzisława Króla. Od 31 maja 1991 był też redaktorem naczelnym miesięcznika „Wiadomości Archidiecezji Warszawskiej”. W czerwcu 2012 przeszedł na emeryturę, a na stanowisku kanclerza kurii zastąpił go ks. dr Janusz Bodzon.
Był też sędzią w Trybunałach Beatyfikacyjnych sług Bożych: kardynała Stefana Wyszyńskiego, księdza Jerzego Popiełuszki oraz matki Elżbiety Czackiej.
Pochowany na Cmentarzu Wolskim w Warszawie.

## Publikacje
- Życiorys ks. Jerzego Popiełuszki - duszpasterze robotników polskich. 14 IX 1947 - 19 X 1984, 1984
- Relacja ks. Grzegorza Kalwarczyka z podjęcia zwłok ks. Jerzego Popiełuszki z Prosektorium Medycyny Sądowej w Białymstoku dnia 2 listopada 1984 roku, 1985
- Przynależność ulic Warszawy do parafii rzymskokatolickich. Rok 1996, 1996
- Ojciec Święty Jan Paweł II w Warszawie. Pierwsza podróż do Polski, 1997
- Jubileuszowy rocznik Archidiecezji Warszawskiej 1998. Tom 1. Osoby i instytucje, 1998
- Jubileuszowy informator Archidiecezji Warszawskiej 1999/2000, 2000
- Dekanat czerski w archidiecezji warszawskiej. Rok jubileuszowy 2000, 2000
- Dekanat brwinowski w archidiecezji warszawskiej. Rok jubileuszowy 2000, 2000
- Dekanat kampinoski w archidiecezji warszawskiej. Rok jubileuszowy 2000, 2000
- Dekanat błoński w archidiecezji warszawskiej. Rok jubileuszowy 2000, 2001
- Dekanat grodziski w archidiecezji warszawskiej. Rok jubileuszowy 2000, 2001
- Dekanat grójecki w archidiecezji warszawskiej. Rok jubileuszowy 2000, 2001
- Dekanat konstanciński w archidiecezji warszawskiej. Rok jubileuszowy 2000, 2001
- Dekanat lasecki w archidiecezji warszawskiej. Rok jubileuszowy 2000, 2001
- Dekanat piaseczyński w archidiecezji warszawskiej. Rok jubileuszowy 2000, 2001
- Ministrare znaczy służyć. Bp Władysław Miziołek (1914-2000), 2001 (współautor)
- Przynależność alei, ulic i placów Warszawy do parafii rzymskokatolickich. Rok 2006, 2006
- Duchowieństwo Archidiecezji Warszawskiej w roku 2008, 2009[9]
- Błogosławiony Ksiądz Jerzy Popiełuszko, 2010
- Piszesz o innych, napisz o sobie, 2014 (autobiografia)
- Przewodnik po parafiach i kościołach Archidiecezji Warszawskiej. Tom 1. Parafie pozawarszawskie, 2014
- Przewodnik po parafiach i kościołach Archidiecezji Warszawskiej. Tom 2. Parafie warszawskie, 2015[10]

## Odznaczenia i wyróżnienia
- w 1984 odznaczony przywilejem noszenia rokiety, mantoletu i pierścienia[2]
- od 1992 kanonik gremialny Kapituły Metropolitalnej Warszawskiej[2]
- 1996 odznaczony złotą odznaką za zasługi dla Katolickiego Uniwersytetu Lubelskiego[2]
- 1996 wyróżniony przez prezydenta Warszawy Marcina Święcickiego medalem okolicznościowym „IV wieki stołeczności Warszawy”[2]
- 2000 otrzymał medal za zasługi w utrwalaniu pamięci o ks. Jerzym Popiełuszce[2]
- od 2000 prałat kanclerz Kapituły Metropolitalnej Warszawskiej[2]
- 16 marca 2006 otrzymał Medal PTTK Za Pomoc i Współpracę[11]
- 1 maja 2006 odznaczony Orderem prymasowskim „Ecclesiae populoque servitium praestanti”[11]
- od 2007 kapelan Jego Świątobliwości[11]
- 15 września 2007 wyróżniony przez tygodnik „Niedziela” medalem Mater Verbi[11]
- 28 września 2008 wyróżniony odznaką „Zasłużony dla Warszawy”[11]
- od 2011 protonotariusz apostolski (infułat)[12]